# КИНОпробы. Рэп-трибьют
Эта статья о рэп-трибьюте. О рок-трибьюте см. «КИНОпробы».
«КИНОпробы. Рэп-трибьют» — трибьют-альбом памяти Виктору Цою, выпущенный 21 октября 2010 года на лейбле «Монолит Рекордс».
Альбом выпущен в двадцатую годовщину гибели Виктора Цоя. Продюсером проекта выступил Антон Пронин.
Dino MC47, 25/17 и Дуня выпустили клипы на свои версии песен.

## Список композиций
| №   | Название                                          | Музыка          | Длительность |
| --- | ------------------------------------------------- | --------------- | ------------ |
| 1.  | «Сказка» (уч. «Триада»)                           | Триада          | 2:48         |
| 2.  | «Кукушка» (уч. Руставели/«Многоточие»)            | Димон           | 3:26         |
| 3.  | «Мы хотим танцевать» (уч. Noize MC)               | Noize MC        | 4:45         |
| 4.  | «Последний Герой» (уч. Slim)                      | Ignat Beatz     | 2:53         |
| 5.  | «Невесёлая песня» (уч. Стен)                      | Стен            | 4:10         |
| 6.  | «Перемен» (уч. Dino MC47)                         | Dino MC47       | 3:48         |
| 7.  | «Бездельник» (уч. Дуня)                           | Дуня            | 3:00         |
| 8.  | «В наших глазах» (уч. Пан)                        | Пан             | 3:05         |
| 9.  | «Спокойная ночь» (уч. RusKey и Пилигрим)          | DJ Shved        | 4:27         |
| 10. | «Мама, мы все тяжело больны» (уч. «25/17»)        | Ант             | 2:39         |
| 11. | «Верь Мне» (уч. «Легенды про…»)                   | Легенды про…    | 4:43         |
| 12. | «Игра» (уч. Витёк и DJ Tonik)                     | Swaggabeat      | 3:48         |
| 13. | «Звезда по имени Солнце» (уч. ST1M)               | ST1M            | 2:32         |
| 14. | «Закрой за мной дверь, я ухожу» (уч. Кажэ Обойма) | Beat Maker Beat | 3:52         |
| 15. | «Бездельник» (уч. Check)                          | Check           | 3:58         |
| 16. | «Ты выглядишь так несовременно» (уч. Fresh Boy)   | Fresh Boy       | 4:14         |
| 17. | «Группа Крови» (уч. Юра Неплохой)                 | Юра Неплохой    | 3:12         |

| №   | Название                    | Музыка | Длительность |
| --- | --------------------------- | ------ | ------------ |
| 18. | «Спокойной ночи» (уч. ЦеРН) | ЦеРН   | 3:51         |

## О проекте
Идея проекта заключается в том, чтобы привлечь внимание молодежи к творчеству группы «Кино». Не было цели состязаться с песнями Виктора Цоя. Очевидно, что лучше него никто не сделает. Это дань уважения и собственный взгляд на творчество Цоя от тех, кто вырос на его песнях.— - Rap.Ru: «Кинопробы. Рэп-трибьют», семплер
Группа «Легальный Бизне$$» при участии рэперов Лигалайза и N’Pans в 1999 году записали песню «Пачка сигарет» и сняли на неё клип. Но ни в этот, ни в трибьют «КИНОпробы» (2000) композиция не вошла.

## Рецензии
Десяток лет назад первые «Кинопробы» записывали рокеры. Сегодня рэп правит умами молодежи, а песни Цоя как раз из тех, которые нужно слушать, пока не стар. Прибавьте 20 лет со дня смерти музыканта, и проект по переосмыслению творчества группы «Кино» для нового поколения обретет и цель, и смысл, и инфоповод.

С другой стороны, проект в каком-то смысле безвыигрышный. Такой пример: есть прекрасная группа из Молдавии «Zdob şi Zdub», записавшая ряд отличных альбомов, а знают их все равно по перепетой «Видели ночь». Слишком силен исходный материал, даже замахиваться страшно. <...> Говорят, что один из предполагаемых участников «Кинопроб» не стал, что называется, сдавать трек, посчитав сделанное недостойным стоять рядом с именем Цоя – формулировка произвольная, но смысл примерно такой. Увы, не все обладают подобной самокритичностью.
— пишет Андрей Никитин на сайте Rap.Ru